# Репетиция без оркестра
«Репетиция без оркестра» — первый студийный альбом киевской рок-группы «Раббота Хо». Характерный образец советского альтернативного и авангардного рока. Записывался на протяжении 1989 года. Долгое время ходил лишь в самиздате, официально был издан только в 2001 году. Вошёл в список «100 магнитоальбомов советского рока», составленный Александром Кушниром.

## История создания
Изначально группа носила название «Вавилон» и следовала традициям ленинградского рока. Однако в 1988 году, вскоре после того как музыканты стали проявлять интерес к альтернативной музыке, появилось новое название коллектива — «Раббота Хо». В 1988—1989 годах «Раббота Хо» совершила несколько репетиционных записей и даже пыталась передать их зарубежным импресарио, однако ввиду низкого качества они не получили хождения. Кроме того, услышав альбом «Колл Ас» группы «Коллежский Асессор» (партнёров по киевскому творческому объединению «Рок-Артель»), барабанщик «Рабботы Хо» Константин Довженко вовсе решил отказаться от попыток студийной записи.
Тем не менее, осенью 1989 года Сергей Попович предпринял ещё одну попытку записи. Для этого он скрыто установил магнитофон и микрофоны на репетиционной точке, расположенной в бомбоубежище под кинотеатром «Дружба», и предложил провести обычную репетицию. Благодаря этой хитрости удалось зафиксировать на плёнке инструментальные партии четырёх композиций («Лес», «Алабама». «Охотник», «Высокогорная астрономическая станция»). Но затем в кассете внезапно закончилась плёнка, и магнитофон отключился, издав щелчок. Услышав этот звук, Довженко догадался, что против его воли репетиция записывалась, и наотрез отказался играть дальше.
Только в самом конце года Поповичу удалось уговорить Довженко продолжить студийную работу. Музыкантам удалось попасть на студию Дома Союза композиторов УССР, где были записаны ещё две композиции («Идиот» и «Солидол»). Здесь с ними работал известный киевский звукорежиссёр Аркадий Вихарев, на которого «Раббота Хо» произвела сильное впечатление. Незадолго до этой сессии Попович наложил голосовую партию на минусовку осенней репетиции, используя в качестве помещения для записи помещение туалетной комнаты с высоким потолком и необычными акустическими свойствами.
Получившийся альбом был назван «Репетиция без оркестра». Название отсылает к фильму Федерико Феллини «Репетиция оркестра».

## Издание
Альбом был впервые издан официально только в 2001 году на украинском лейбле «J.R.C.» как архивная работа. Издание было дополнено несколькими концертными записями. Российское издание состоялось год спустя.

## Об альбоме
Альбом отличается очень плотным звучанием, где партии отдельных инструментов зачастую сливаются в единый импульсивный поток. Гитарист Сергей Попович активно использовал такие приёмы игры, как бенды и флажолеты. Барабанщик Константин Довженко привнёс в музыкальную фактуру элементы восточной ритмики. Клавишные партии Игоря Грановского характеризуются активным использованием эффекта вибрато. Александр Кушнир в книге «100 магнитоальбомов советского рока», где альбому посвящена отдельная глава, указывает на схожесть звучания «Рабботы Хо» и «самых тягучих и безотрадных произведений The Cure».
Поводом для создания «Высокогорной астрономической станции» стал определённый мистический опыт, пережитый Поповичем во время прогулки по Киеву. «Придя на репетиционную точку, я внезапно заиграл на синтезаторе мелодию „Высокогорной астрономической станции“, хотя до этого никогда на клавишах не играл», — вспоминал впоследствии музыкант. Композиция «Идиот» была написана Поповичем в память о неудачной попытке суицида и лечении в психиатрической клинике во время службы в армии. При записи «Алабамы» была оставлена запись лая бродячей собаки, которая случайная забрела в бомбоубежище. Композицию «Солидол» Попович сочинил под впечатлением от провала презентации альбома «Потенция» (в этот период группа ещё называлась «Вавилон»).

## Список композиций
| 1. Лес 2. Алабама 3. Охотник 4. Высокогорная астрономическая станция 5. Идиот 6. Солидол | 1. Алабама (3:46) 2. Фельдфебельский романс (4:19) 3. Высокогорная астрономическая станция (4:40) 4. День рождения (2:43) 5. Идиот (4:04) 6. Лес (5:14) 7. Москва (4:06) 8. Охотник (5:15) 9. Песня перемен (3:04) 10. Солидол (2:27) |

## Участники записи
- Сергей Попович — вокал, гитара
- Игорь Грановский — клавишные, синтез-бас
- Константин Довженко — ударные